# Villard-Reymond
Villard-Reymond – miejscowość i gmina we Francji, w regionie Owernia-Rodan-Alpy, w departamencie Isère.
Według danych na rok 1990 gminę zamieszkiwało 21 osób, a gęstość zaludnienia wynosiła 2 osób/km² (wśród 2880 gmin regionu Rodan-Alpy Villard-Reymond plasuje się na 1593. miejscu pod względem liczby ludności, natomiast pod względem powierzchni na miejscu 1083.).